# Broomeiaceae
Broomeia
Famille
Genre
Les Broomeiaceae  sont une famille monotypique de champignons ne comportant que le genre Broomeia.

## Espèces
- Broomeia congregata Berk.
- Broomeia ellipsospora Höhn.
- Broomeia guadalupensis